# Alpenmaßliebchen
Die Pflanzenart Alpenmaßliebchen (Aster bellidiastrum) gehört in die Familie der Korbblütler (Asteraceae).

## Beschreibung

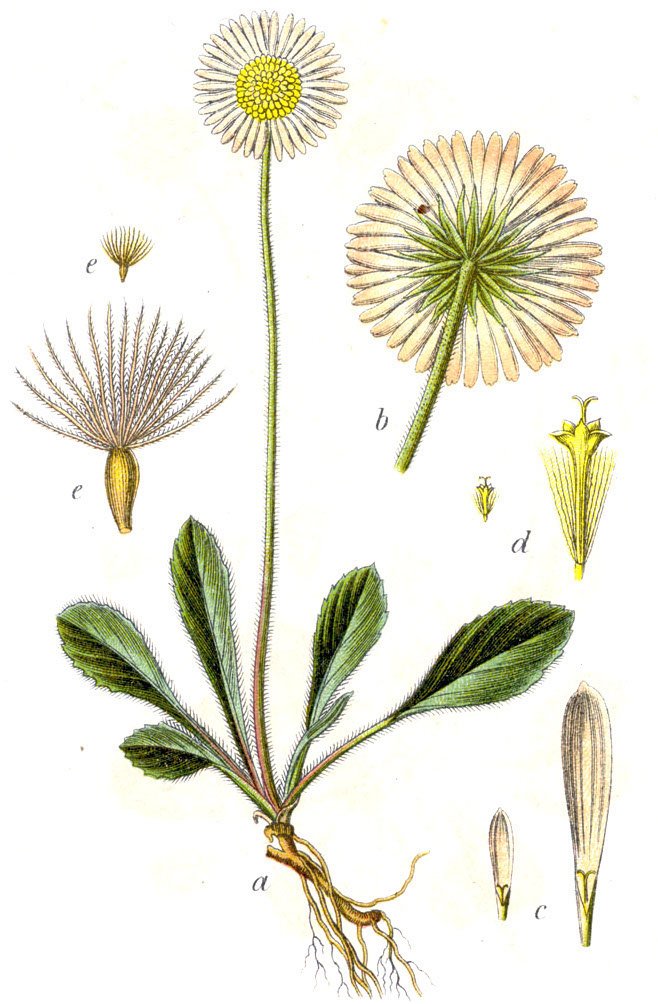
Illustration

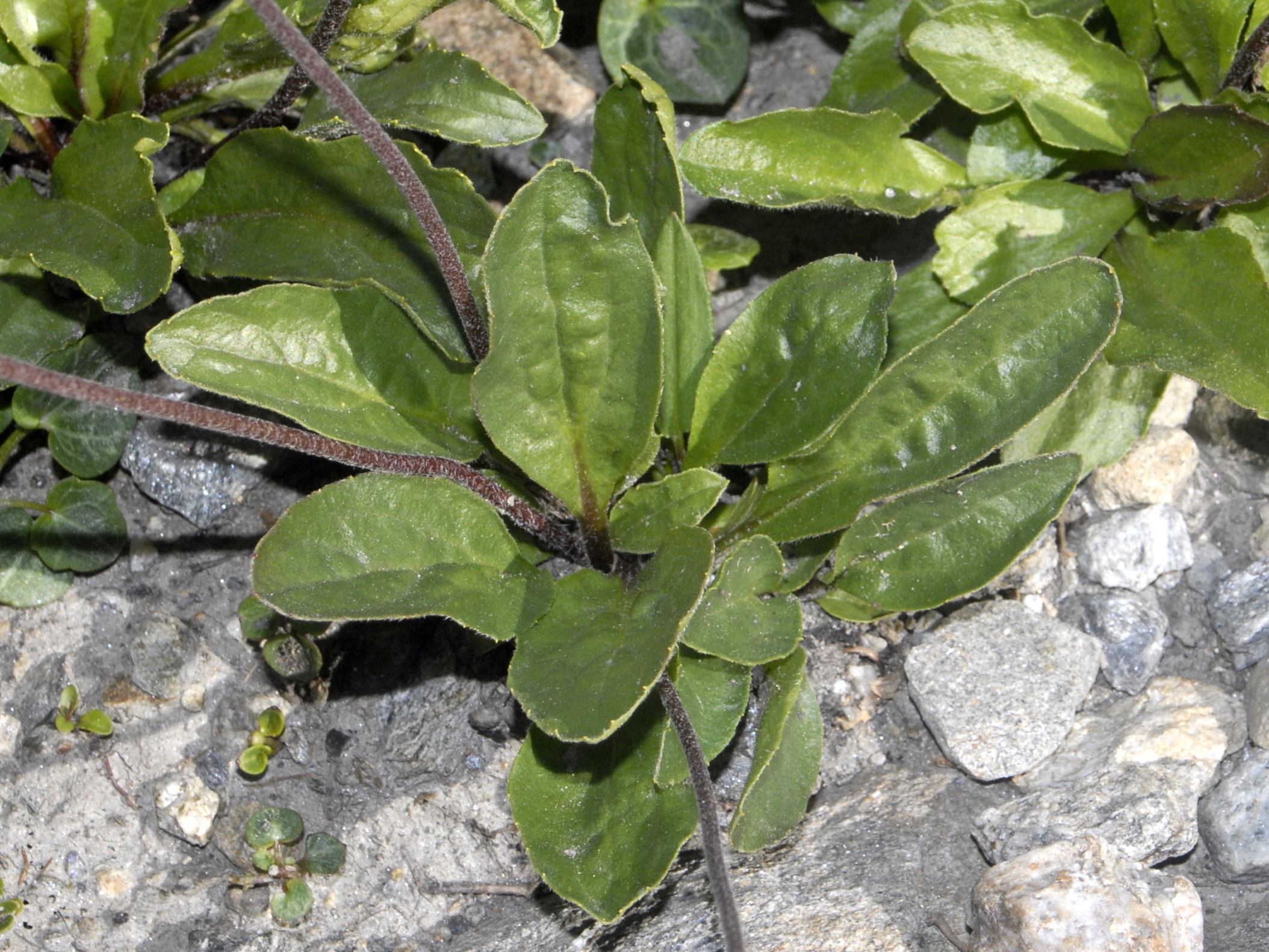
Blattrosette

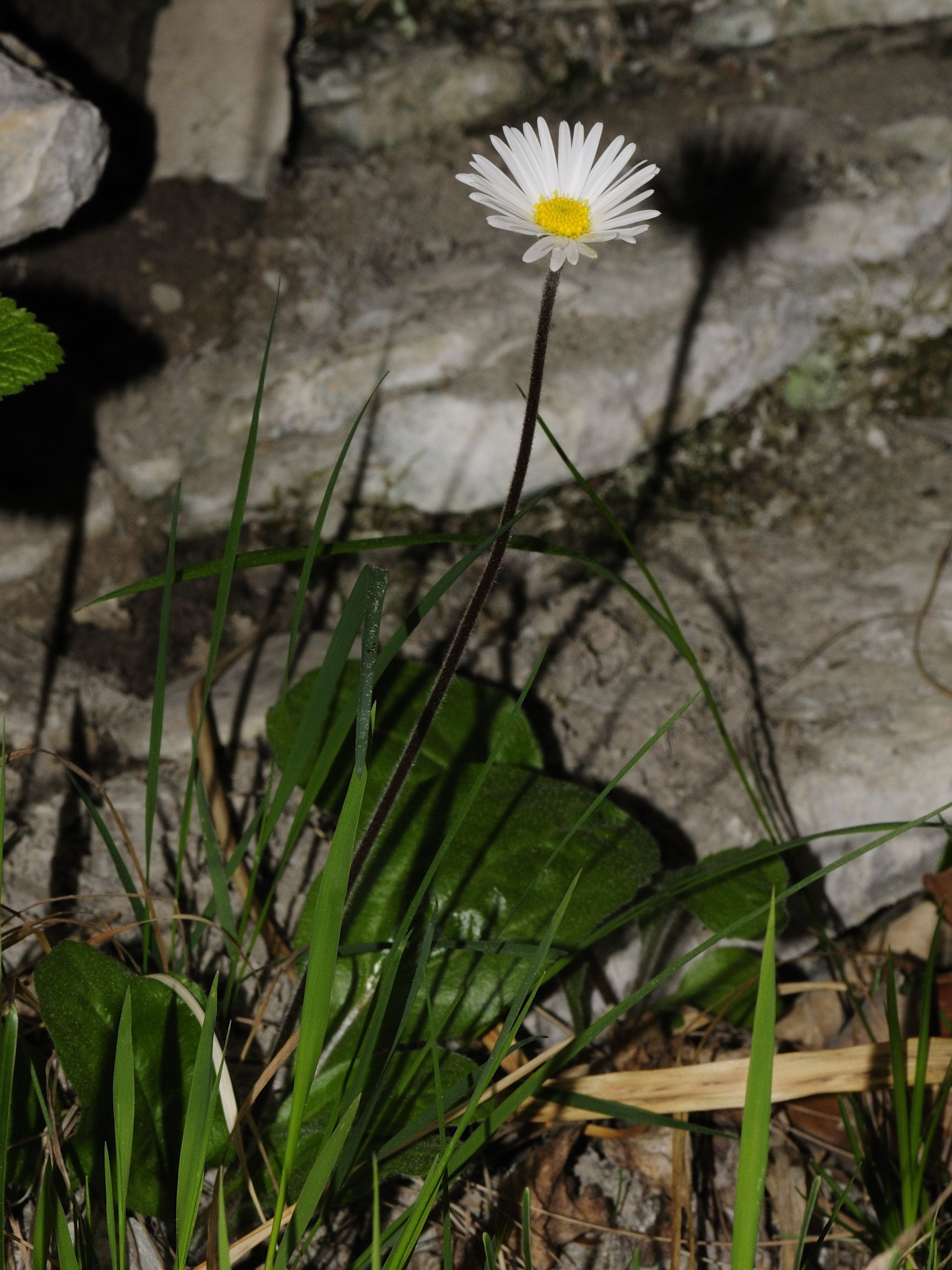
Alpenmaßliebchen (Bellidiastrum michelii)

### Vegetative Merkmale
Das Alpenmaßliebchen wächst als überwinternd grüne, ausdauernde krautige Pflanze und erreicht Wuchshöhen von 5 bis 30 Zentimeter. Sein Wurzelstock ist mit 2–3 mm Durchmesser ziemlich dünn, ist schräg absteigend und reichlich mit Adventivwurzeln versehen. Die Stängel sind aufrecht oder etwas bogig aufsteigend und nur am Grunde beblättert. Sie sind rund, fein gerieft und locker kraus behaart. Die Behaarung unterhalb der Köpfchen ist dichter und mehr anliegend. Die in einer grundständigen Rosette angeordneten Laubblätter sind lang gestielt. Die elliptische oder spatelförmige Blattspreite ist kraus behaart. Die Blattränder sind glatt oder stumpf gezähnt, besonders im vorderen Teil. Die Zähne sind mehr oder weniger nach vorn gerichtet und mit einer winzigen aufgesetzten Spitze versehen. Die Form der Blattspreite ist ziemlich variabel, die der untersten Blätter sind klein, rundlich und spatelförmig, die der übrigen Blätter sind verkehrt-eiförmig oder elliptisch. Der Blattstiel kann ein Drittel der Länge der Spreite haben bis hin zur doppelten Länge. 

### Generative Merkmale
Die einzeln endständig stehenden körbchenförmigen Blütenstände besitzen einen Durchmesser von 2 bis 4 Zentimeter. In zwei Reihen stehen die lang zugespitzten Hüllblätter. Die Hüllblätter sind 5–10 mm lang und 1–2 mm breit. Der Köpfchenboden ist kegelförmig. Die Blütenkörbchen enthalten Zungen- und Röhrenblüten. Während die Oberseite der Zungenblüten weiß ist, färbt sich die Unterseite oft rötlich. Die Röhrenblüten sind gelb. Jedes Köpfchen hat etwa 40–50 Zungenblüten.
Die Achänen sind behaart und besitzen im Gegensatz zu den Achänen der Gänseblümchen (Bellis) einen Pappus. Dieser Pappus besteht aus 4–5 mm langen, gelblich-weißen, fein rauen Borsten.
Die Chromosomenzahl beträgt 2n = 18.

## Vorkommen
Das Alpenmaßliebchen kommt hauptsächlich auf Rasen-, Fels- und Geröllfluren in den Hochgebirgen der Alpen vor, verbreitet sich aber auch entlang nährstoffarmer Moore und Moorwälder sowie an Quellen und deren Ausläufern. Es kommt vor allem in Gesellschaften der Ordnung Seslerietalia albicantis vor, in tieferen Lagen aber auch in denen des Verbands Caricion davallianae oder Cratoneurion commutati. Es ist eine Pionierpflanze, die gern zusammen mit der Gewöhnlichen Simsenlilie (Tofieldia calyculata) vorkommt.
Sein Verbreitungsgebiet umfasst Frankreich, Deutschland, die Schweiz, Österreich, Italien, Polen, die Slowakei, Slowenien, die Balkanhalbinsel und Rumänien. In den Allgäuer Alpen steigt es nördlich des Ifengipfels bis zu einer Höhenlage von 2000 Metern auf, kommt aber möglicherweise auch höher vor.
Die ökologischen Zeigerwerte nach Landolt & al. 2010 sind in der Schweiz: Feuchtezahl F = 3+w+ (feucht aber stark wechselnd), Lichtzahl L = 3 (halbschattig), Reaktionszahl R = 4 (neutral bis basisch), Temperaturzahl T = 2 (subalpin), Nährstoffzahl N = 2 (nährstoffarm), Kontinentalitätszahl K = 3 (subozeanisch bis subkontinental).

## Systematik
Diese Art wurde 1753 durch Carl von Linné in Species Plantarum, 1, S. 886 unter dem Namen Doronicum bellidiastrum L. erstveröffentlicht. Dieser Name wurde durch Aster bellidiastrum ersetzt, der 1772 durch Giovanni Antonio Scopoli in Flora Carniolica, Band 2, S. 168 veröffentlicht wurde. Weitere Synonyme sind: Bellidiastrum michelii Cass., Bellidiastrum bellidiastrum (L.) H.Karst. u. a.